# GeForce 8
A série GeForce 8 é a oitava geração da linha GeForce da Nvidia de unidades de processamento gráfico. A terceira maior arquitetura de GPU desenvolvida pela Nvidia, Tesla representa a primeira arquitetura unificada de shader da empresa.

## Visão geral
Todos os produtos GeForce 8 Series são baseados em Tesla. Como acontece com muitas GPUs, os números maiores que essas placas carregam não garantem um desempenho superior em relação às placas da geração anterior com um número menor. Por exemplo, as placas básicas GeForce 8300 e 8400 não podem ser comparadas com as placas GeForce 7200 e 7300 anteriores devido ao seu desempenho inferior. O mesmo vale para a placa GeForce 8800 GTX topo de linha, que não pode ser comparada com a placa GeForce 7800 GTX anterior devido às diferenças de desempenho.

### Resolução máxima
Dual Dual-link DVI Support:
Capaz de conduzir dois monitores de tela plana com resolução de até 2560×1600. Disponível em GPUs GeForce 8800 e 8600 selecionadas.
One Dual-link DVI Support:
Capaz de conduzir um monitor de tela plana com resolução de até 2560 × 1600. Disponível em GPUs GeForce 8500 selecionadas e placas GeForce 8400 GS baseadas no G98.
One Single-link DVI Support:
Capaz de conduzir um monitor de tela plana com resolução de até 1920 × 1200. Disponível em GPUs GeForce 8400 selecionadas. As placas GeForce 8400 GS baseadas no G86 suportam apenas DVI de link único.

### Capacidades de exibição
A série GeForce 8 suporta saída de exibição de 10 bits por canal, acima dos 8 bits das placas Nvidia anteriores. Isso potencialmente permite representação e separação de cores de maior fidelidade em monitores compatíveis. A série GeForce 8, como seus antecessores recentes, também suporta Scalable Link Interface (SLI) para que várias placas instaladas funcionem como uma por meio de uma ponte SLI, desde que sejam de arquitetura semelhante.
A tecnologia de renderização de vídeo PureVideo HD da NVIDIA é uma versão aprimorada do PureVideo original introduzido com o GeForce 6. le agora inclui aceleração de hardware baseada em GPU para decodificar formatos de filme HD, pós-processamento de vídeo HD para imagens aprimoradas e suporte opcional para High-bandwidth Digital Content Protection (HDCP) no nível do cartão.

## GeForce séries 8300 e 8400

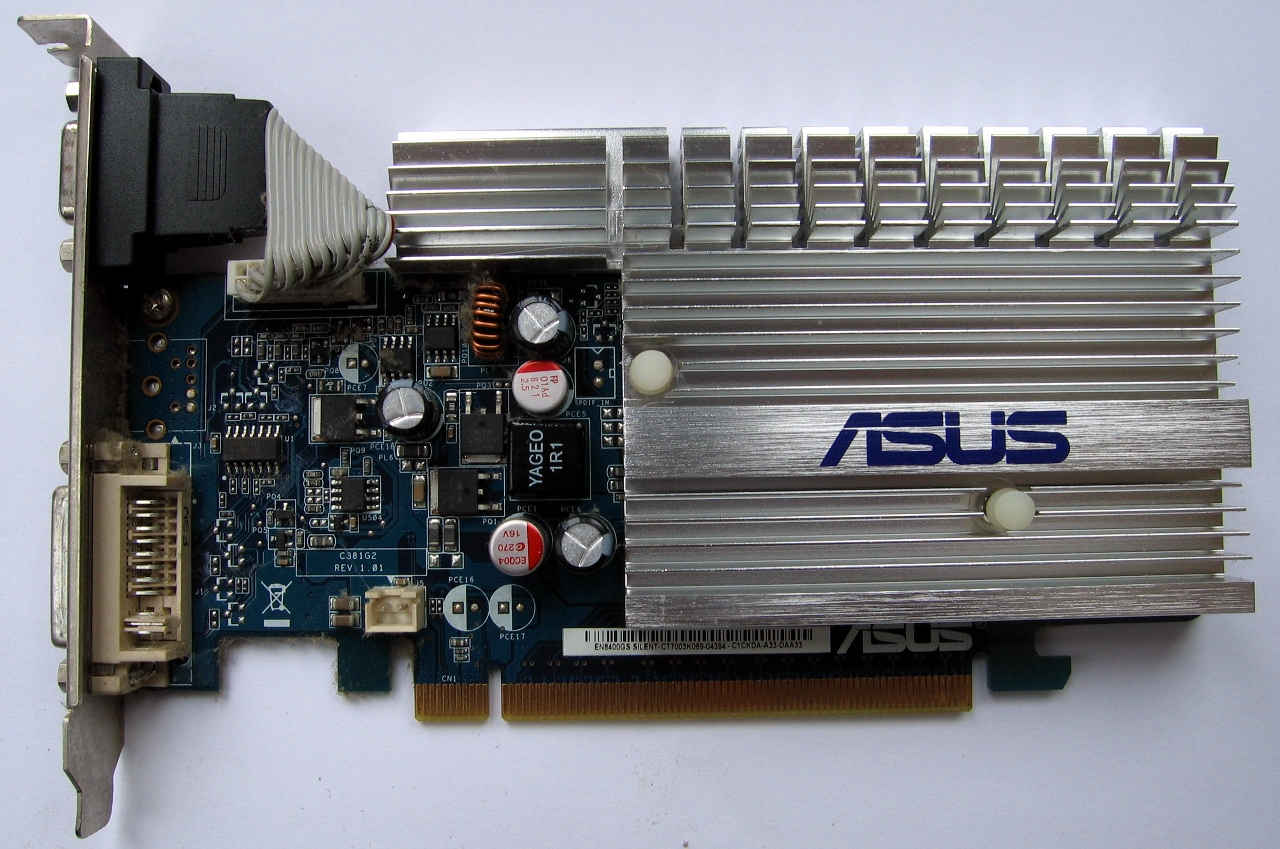
NVidia GeForce 8400 GS "Rev 1.0"

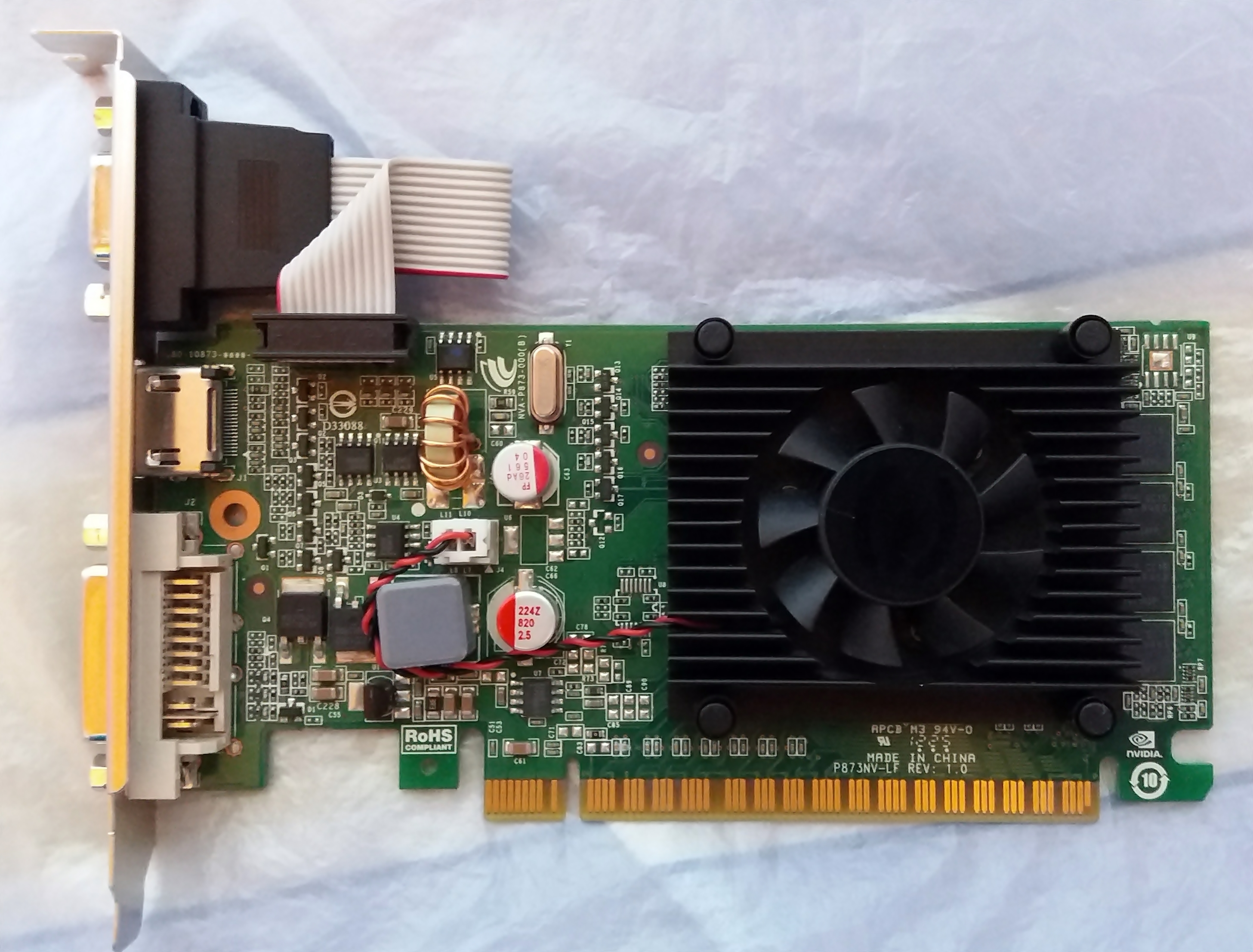
NVidia GeForce 8400 GS "Rev 3.0"

No verão de 2007, a Nvidia lançou as placas gráficas GeForce 8300 GS e 8400 GS de nível básico, baseadas no núcleo G86. A GeForce 8300 estava disponível apenas no mercado OEM e também estava disponível na forma de placa-mãe GPU integrada como a GeForce 8300 mGPU. Como acontece com muitas placas gráficas de nível básico, essas placas geralmente são menos poderosas do que as placas intermediárias e de ponta. Devido ao desempenho reduzido desses cartões, eles não devem ser usados para aplicativos 3D intensos, como videogames rápidos de alta resolução. No entanto, eles ainda podiam jogar a maioria dos jogos em suas configurações e resoluções mais baixas, tornando essas placas populares entre jogadores casuais e construtores de HTPC (Media Center) sem slot PCI Express ou AGP na placa-mãe. Eles foram originalmente projetados para substituir a série GeForce 7200 de baixo custo e a série GeForce 7300 de nível básico, mas não puderam fazê-lo devido ao seu desempenho inferior em jogos.
No final de 2007, a NVIDIA lançou uma nova GeForce 8400 GS baseada no chip G98 (D8M). É bem diferente do G86 usado para o "primeiro" 8400 GS, pois o G98 apresenta decodificação de vídeo VC-1 e MPEG2 completamente no hardware, menor consumo de energia, desempenho 3D reduzido e um processo de fabricação menor. O G98 também oferece suporte a DVI de link duplo e PCI Express 2.0. Os cartões G86 e G98 foram vendidos como "8400 GS", a diferença aparecendo apenas nas especificações técnicas. Às vezes, essa placa é chamada de "GeForce 8400 GS Rev. 2".
Em meados de 2010, a Nvidia lançou outra revisão da GeForce 8400 GS baseada no chip GT218. Possui uma quantidade maior de RAM e é compatível com DirectX 10.1, OpenGL 3.3 e Shader 4.1. Esta placa também é conhecida como "GeForce 8400 GS Rev. 3".

## GeForce série 8500 e 8600
Em 17 de abril de 2007, a Nvidia lançou a GeForce 8500 GT para o mercado básico e a GeForce 8600 GT e 8600 GTS para o mercado intermediário.
A Nvidia introduziu o PureVideo de 2ª geração com esta série. Como a primeira grande atualização do PureVideo desde o lançamento do GeForce 6, o PureVideo de 2ª geração ofereceu decodificação de hardware muito aprimorada para H.264.

## GeForce série 8800

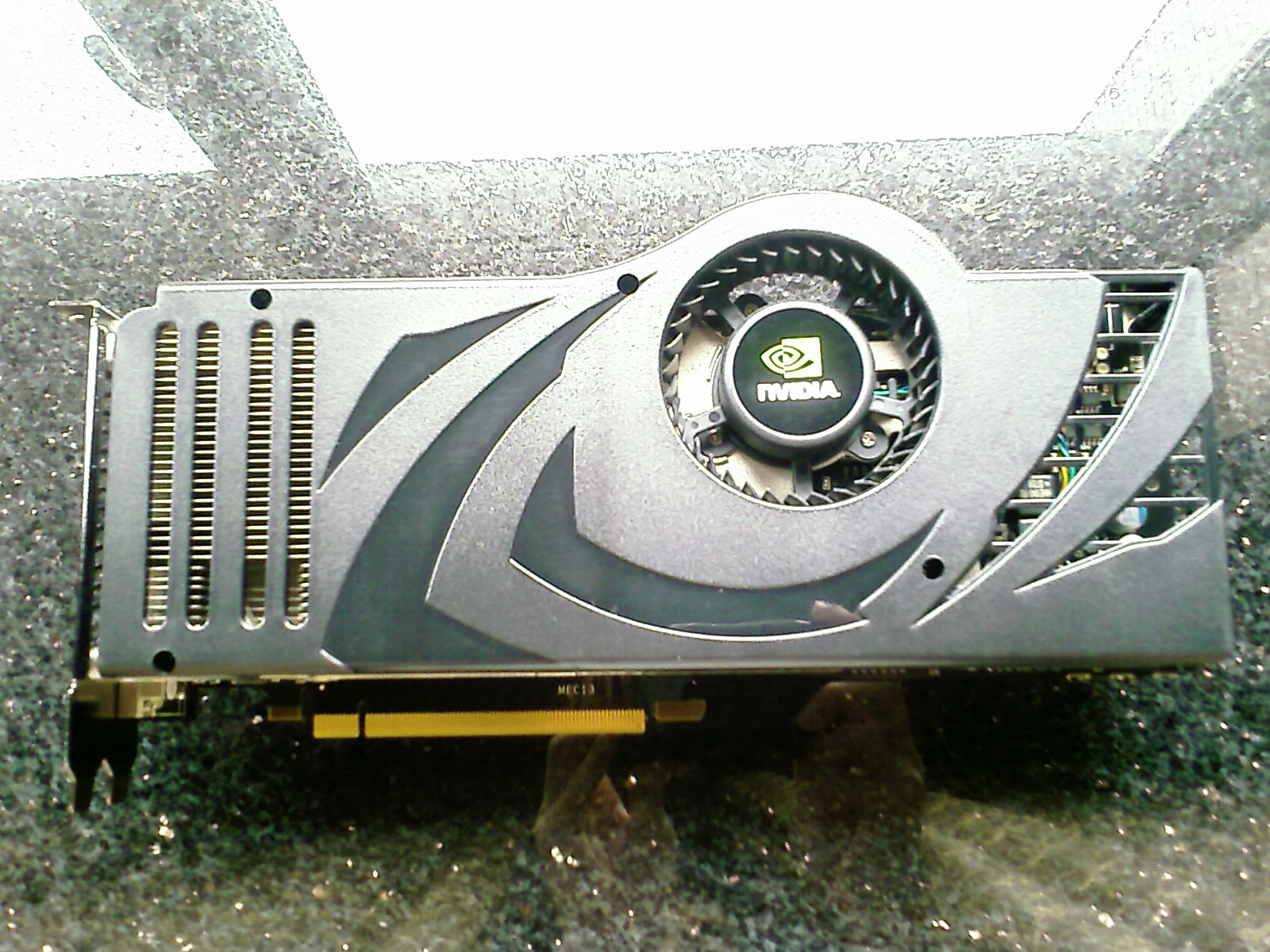
Nvidia GeForce 8800 Ultra

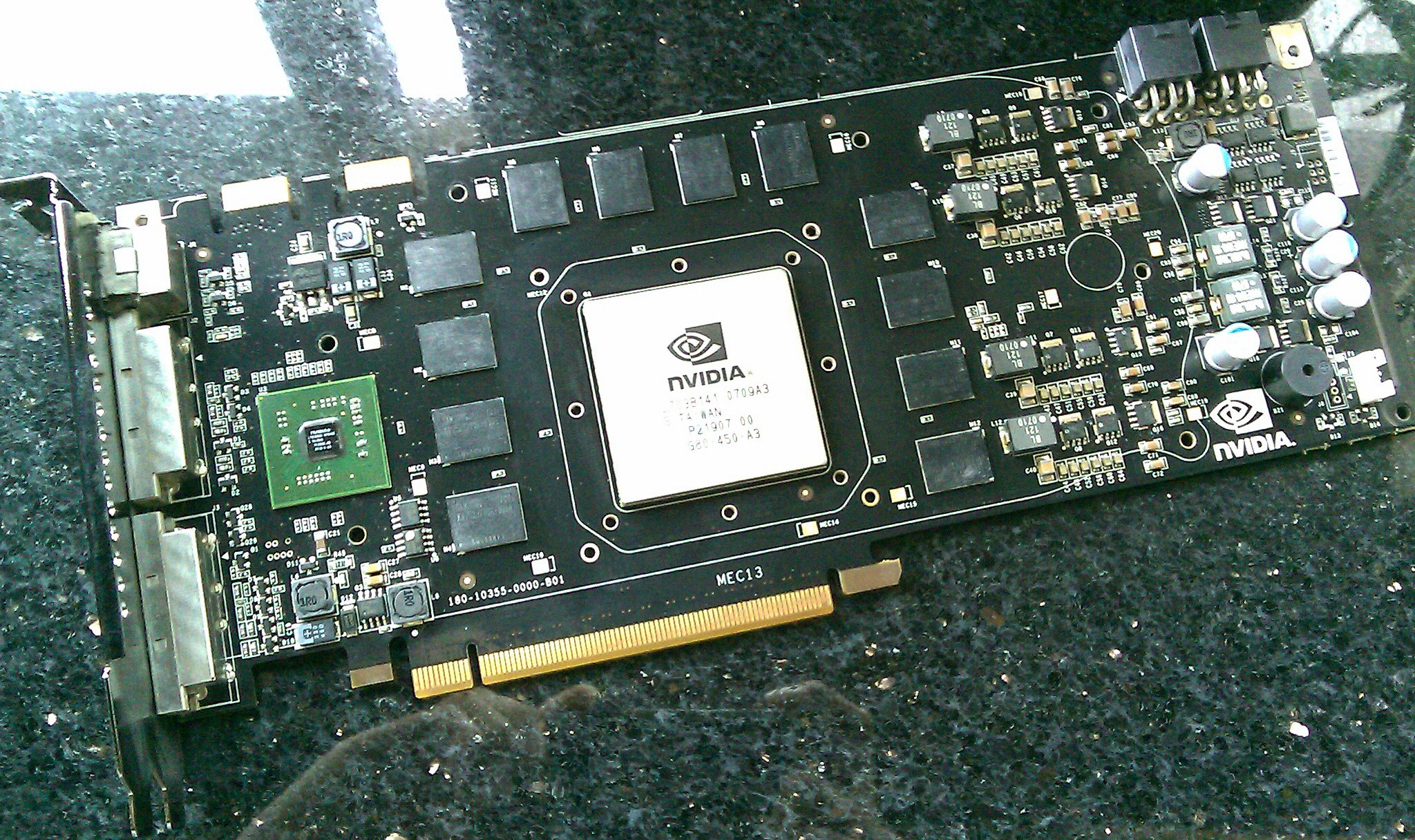
Nvidia GeForce 8800 Ultra com o dissipador de calor removido

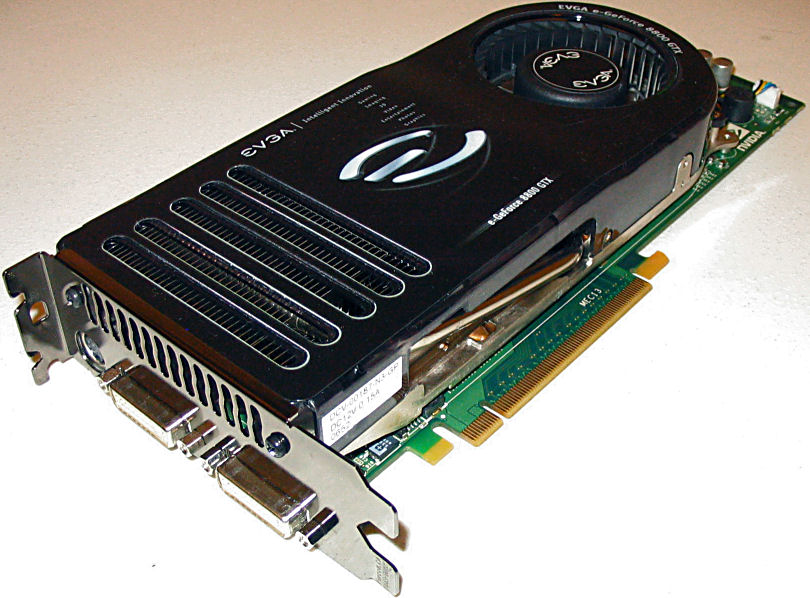
EVGA GeForce 8800 GTX

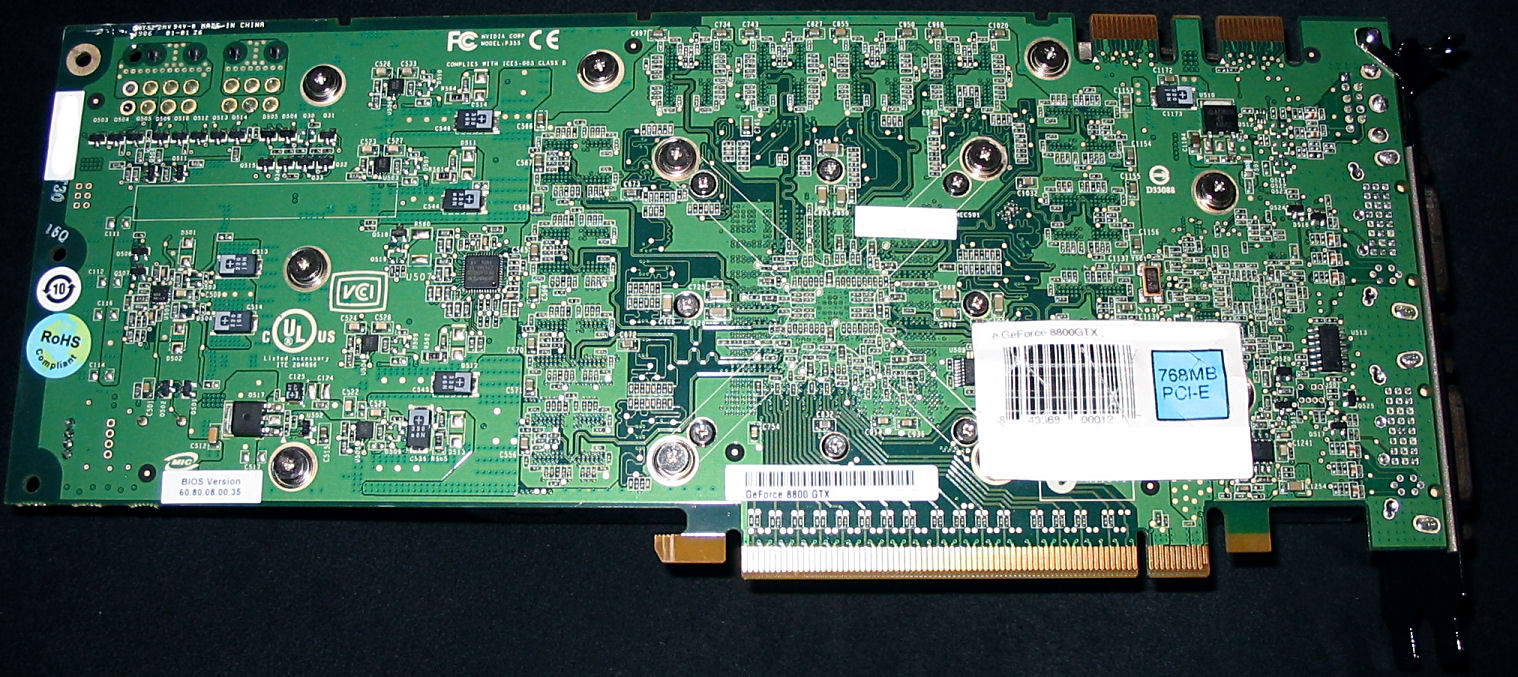
Parte de baixo

A série 8800, codinome G80, foi lançada em 8 de novembro de 2006, com o lançamento da GeForce 8800 GTX e GTS para o mercado de alto desempenho. Um GTS de 320 MB foi lançado em 12 de fevereiro e o Ultra foi lançado em 2 de maio de 2007. Os cartões são maiores que seus antecessores, com o 8800 GTX medindo 10,6 pol (~ 26,9 cm) de comprimento e o 8800 GTS medindo 9 pol (~23cm). Ambas as placas possuem dois conectores DVI dual-link e um conector de saída HDTV / S-Video. O 8800 GTX requer 2 entradas de energia PCIe para se manter dentro do padrão PCIe, enquanto o GTS requer apenas um.

### 8800 GS
O 8800 GS é um 8800 GT reduzido com 96 processadores de fluxo e 384 ou 768 MB de RAM em um barramento de 192 bits. Em maio de 2008, foi renomeado como 9600 GSO em uma tentativa de estimular as vendas.
Em 28 de abril de 2008, a Apple anunciou uma linha de iMac atualizada com um 8800 GS. No entanto, a GPU é na verdade uma Nvidia GeForce 8800M GTS renomeada.[carece de fontes?] Possui até 512 MB de memória de vídeo GDDR3 de 800 MHz, 64 processadores de fluxo unificado, velocidade de núcleo de 500 MHz, largura de barramento de memória de 256 bits e um clock de shader de 1250 MHz.

### 8800 GTX / 8800 Ultra

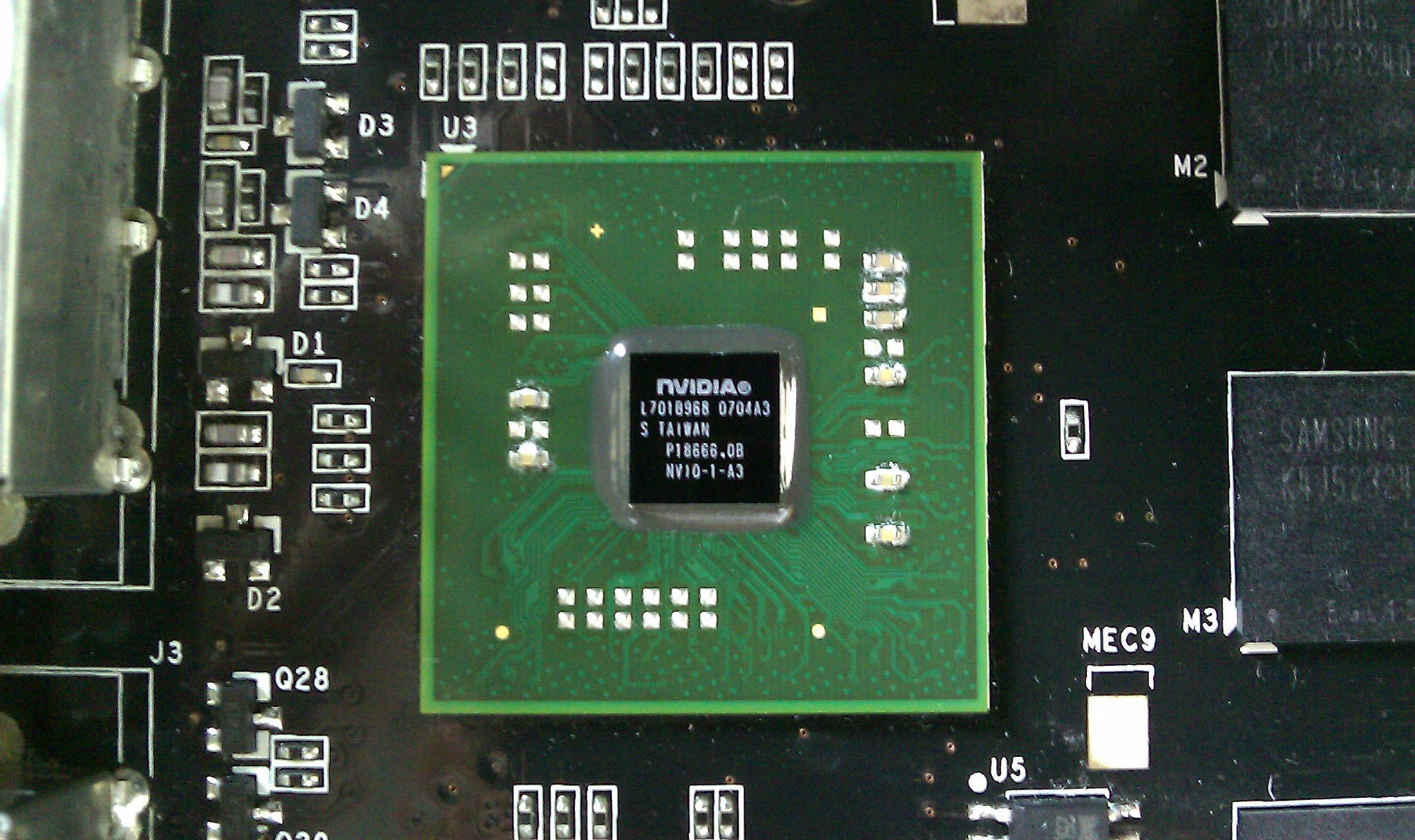
NVIDIA NVIO-1-A3 RAMDAC

O 8800 GTX está equipado com 768 MB de RAM GDDR3. A série 8800 substituiu a série GeForce 7950 como a GPU de consumo de melhor desempenho da Nvidia. GeForce 8800 GTX e GTS usam núcleos de GPU idênticos, mas o modelo GTS desativa partes da GPU e reduz o tamanho da RAM e a largura do barramento para diminuir o custo de produção.
Na época, o G80 era a maior GPU comercial já construída. Consiste em 681 milhões de transistores cobrindo uma área de superfície de matriz de 480 mm² construída em um processo de 90 nm. (Na verdade, a contagem total de transistores do G80 é de aproximadamente 686 milhões, mas como o chip foi feito em um processo de 90 nm e devido a limitações de processo e viabilidade de rendimento, a Nvidia teve que dividir o design principal em dois chips: Núcleo de sombreamento principal em 681 milhões transistores e núcleo NV I/O de cerca de ~ 5 milhões de transistores, fazendo com que todo o design do G80 fique em ~ 686 milhões de transistores).
Um pequeno defeito de fabricação relacionado a um resistor de valor impróprio causou um recall dos modelos 8800 GTX apenas dois dias antes do lançamento do produto, embora o lançamento em si não tenha sido afetado.
A GeForce 8800 GTX era de longe a GPU mais rápida quando lançada pela primeira vez e 13 meses após sua estreia inicial ainda permanecia uma das mais rápidas. A GTX tem 128 processadores stream com clock de 1,35 GHz, um clock de núcleo de 575 MHz e 768 MB de memória GDDR3 de 384 bits a 1,8 GHz, proporcionando uma largura de banda de memória de 86,4 GB/s. O desempenho da placa é mais rápido que uma única Radeon HD 2900 XT e mais rápido que 2 Radeon X1950 XTXs em Crossfire ou 2 GeForce 7900 GTXs em SLI. O 8800 GTX também suporta HDCP, mas uma grande falha é seu processador NVIDIA PureVideo mais antigo, que usa mais recursos da CPU. Originalmente vendido por cerca de US $ 600, os preços caíram para menos de US $ 400 antes de ser descontinuado. O 8800 GTX também consumia muita energia para a época, exigindo até 185 watts de energia e exigindo dois conectores de alimentação PCI-E de 6 pinos para operar. O 8800 GTX também possui 2 portas de conector SLI, permitindo que ele suporte NVIDIA 3-way SLI para usuários que executam jogos exigentes em resoluções extremas, como 2560x1600.
O 8800 Ultra, vendido a um preço mais alto, é idêntico ao GTX em termos de arquitetura, mas apresenta shaders, núcleo e memória com clock mais alto. Nvidia mais tarde disse à mídia que o 8800 Ultra era um novo passo, criando menos calor portanto, cronometrando mais alto. Originalmente vendido de US $ 800 a US $ 1.000, a maioria dos usuários achava que o cartão era de baixo valor, oferecendo apenas 10% a mais de desempenho do que o GTX, mas custando centenas de dólares a mais. Os preços caíram para apenas $ 200 antes de serem descontinuados em 23 de janeiro de 2008. O clock do Ultra roda em 612 MHz, os shaders em 1,5 GHz e, finalmente, a memória em 2,16 GHz, dando ao Ultra uma largura de banda de memória teórica de 103,7 GB/s. Possui 2 portas de conector SLI, permitindo que ele suporte Nvidia 3-way SLI. Um cooler de slot duplo atualizado também foi implementado, permitindo uma operação mais silenciosa e mais fria em velocidades de clock mais altas.

### 8800 GT
A 8800 GT, codinome G92, foi lançada em 29 de outubro de 2007. A placa é a primeira a fazer a transição para o processo de 65 nm e suporta PCI-Express 2.0. Ele tem um cooler de slot único em oposição ao cooler de slot duplo no 8800 GTS e GTX, e usa menos energia do que GTS e GTX devido ao seu processo de 65 nm. Embora seu poder de processamento central seja comparável ao da GTX, a interface de memória de 256 bits e os 512 MB de memória GDDR3 geralmente prejudicam seu desempenho em resoluções e configurações gráficas muito altas. A 8800 GT, ao contrário de outras placas 8800, é equipada com o mecanismo PureVideo HD VP2 para decodificação assistida por GPU dos codecs H.264 e VC-1. Os benchmarks de desempenho em velocidades de estoque o colocam acima do 8800 GTS (versões de 640 MB e 320 MB) e um pouco abaixo do 8800 GTX. Uma versão de 256 MB do 8800 GT com velocidades de memória padrão mais baixas (1,4 GHz em vez de 1,8 GHz), mas o mesmo núcleo também está disponível. Os benchmarks de desempenho mostraram que a versão de 256 MB do 8800 GT tem uma desvantagem de desempenho considerável quando comparada com sua contraparte de 512 MB, especialmente em jogos mais novos, como Crysis. Alguns fabricantes também fabricam modelos com 1 GB de memória; e com grandes resoluções e grandes texturas pode-se perceber uma diferença de desempenho nos benchmarks. Esses modelos são mais propensos a ocupar até 2 slots do computador.
O lançamento desta placa apresenta uma dinâmica ímpar para a indústria de processamento gráfico. Com um preço inicial projetado pela NVIDIA de cerca de US$ 300, esta placa supera o carro-chefe da ATI HD2900XT na maioria das situações, e até mesmo a própria 8800 GTS 640 MB da NVIDIA (anteriormente com preço sugerido de US$ 400). A placa, apenas marginalmente mais lenta em benchmarks sintéticos e de jogos do que a 8800 GTX, também tira muito do valor da própria placa de ponta da Nvidia.

#### Problema de compatibilidade com PCI-E 1.0a
Logo após o lançamento, um problema de incompatibilidade com placas-mãe PCI Express 1.0a mais antigas foi desmascarado. Ao usar o 8800 GT ou 8800 GTS 512 compatível com PCI Express 2.0 em algumas placas-mãe com slots PCI Express 1.0a, a placa não produziria nenhuma imagem de exibição, mas o computador geralmente inicializaria (com o ventilador da placa de vídeo girando em uma velocidade constante 100%). A incompatibilidade foi confirmada em placas-mãe com chipsets VIA PT880Pro/Ultra, Intel 925 e Intel 5000P PCI-E 1.0a.
Algumas placas gráficas tinham uma solução alternativa, que era atualizar novamente o BIOS da placa gráfica com um BIOS GEN1 mais antigo. No entanto, isso efetivamente o transformou em uma placa PCI Express 1.0, não podendo utilizar as funções PCIE 2.0. Isso pode ser considerado um problema, no entanto, uma vez que a própria placa não pode nem mesmo utilizar a capacidade total dos slots PCIE 1.0 regulares, não houve redução perceptível no desempenho. Além disso, o flash do BIOS da placa de vídeo anulou as garantias da maioria dos fabricantes de placas de vídeo (se não de todos), tornando-se uma maneira menos do que ideal de fazer a placa funcionar corretamente. Uma solução para isso é atualizar o BIOS da placa-mãe para a versão mais recente, que dependendo do fabricante da placa-mãe, pode conter uma correção. Em relação a esse problema de compatibilidade, o alto número de cartões relatados como DOA(tanto quanto 13-15%) foram considerados imprecisos. Quando foi revelado que o G92 8800 GT e o 8800 GTS 512 MB seriam projetados com conexões PCI Express 2.0, a NVIDIA afirmou que todas as placas teriam compatibilidade total com versões anteriores, mas não mencionou que isso era verdade apenas para PCI Express 1.1 placas-mãe. A fonte do BIOS-flash não veio da NVIDIA ou de nenhum de seus parceiros, mas da ASRock, uma produtora de placas-mãe, que mencionou a correção em uma das perguntas frequentes sobre placas-mãe. A ASUSTek, vende o 8800 GT com seu adesivo, postou uma versão mais recente do BIOS do 8800 GT em seu site, mas não mencionou que corrigiu o problema. A EVGA também postou uma nova bios para corrigir esse problema.
O desempenho (na época) e a popularidade desta placa são demonstrados pelo fato de que, mesmo em 2014, a 8800 GT era frequentemente listada como o requisito mínimo para jogos modernos desenvolvidos para hardware muito mais poderoso.

### 8800 GTS
Os primeiros lançamentos da linha 8800 GTS, em novembro de 2006, vieram em configurações de 640 MB e 320 MB de RAM GDDR3 e utilizaram GPU G80 da Nvidia. Enquanto o 8800 GTX possui 128 processadores de fluxo e um barramento de memória de 384 bits, essas versões do 8800 GTS apresentam 96 processadores de fluxo e um barramento de 320 bits. Com relação aos recursos, no entanto, eles são idênticos porque usam a mesma GPU.
Por volta da mesma data de lançamento do 8800 GT, a Nvidia lançou uma nova versão de 640 MB do 8800 GTS. Embora ainda baseada no núcleo G80 de 90 nm, esta versão tem 7 dos 8 clusters de 16 processadores de fluxo ativados (em oposição a 6 de 8 nos GTSs mais antigos), dando a ela um total de 112 processadores de fluxo em vez de 96. A maioria outros aspectos do cartão permanecem inalterados. No entanto, como os dois únicos parceiros que produzem esta placa (BFG e EVGA) decidiram fazer overclock, esta versão da 8800 GTS na verdade funcionou um pouco mais rápido do que uma GTX padrão na maioria dos cenários, especialmente em resoluções mais altas, devido ao aumento velocidades do clock.
A Nvidia lançou um novo 8800 GTS de 512 MB baseado na GPU G92 de 65 nm em 10 de dezembro de 2007. Este 8800 GTS tem 128 processadores stream, em comparação com os 96 processadores dos modelos GTS originais. É equipado com 512 MB GDDR3 em um barramento de 256 bits. Combinado com um clock de núcleo de 650 MHz e aprimoramentos arquitetônicos, isso dá à placa um desempenho de GPU bruto superior ao de 8800 GTX, mas é limitado pelo barramento de memória de 256 bits mais estreito. Seu desempenho pode igualar o 8800 GTX em algumas situações e supera as placas GTS mais antigas em todas as situações.

## Resumo técnico
- Suporte Direct3D 10 e OpenGL 3.3
- 1 Shaders Unificados: Unidades de Mapeamento de Textura: Unidades de Saída de Renderização
- 2 Completo G80 contém 32 unidades de endereço de textura e 64 unidades de filtragem de textura, ao contrário do G92, que contém 64 unidades de endereço de textura e 64 unidades de filtragem de textura[21][22]
- 3 Para calcular a capacidade de processamento, consulte Performance.

| Modelo                     | Lançamento                                                     | Nome de código | Fab (nm) | Transistores (milhão) | Tamanho da matriz (mm2) | interface de Barramento  | Core config1 | taxa de clock | taxa de clock | taxa de clock             | Taxa de preenchimento | Taxa de preenchimento | Memória                   | Memória                 | Memória            | Memória                     | Poder em processamento (GFLOPS)3 | TDP(Watts)   | Comentários                                                         |
| Modelo                     | Lançamento                                                     | Nome de código | Fab (nm) | Transistores (milhão) | Tamanho da matriz (mm2) | interface de Barramento  | Core config1 | Core (MHz)    | Shader (MHz)  | Memória (MHz)             | Pixel (GP/s)          | Textura (GT/s)        | Tamanho (MB)              | largura de banda (GB/s) | Tipo de barramento | Largura de barramento (bit) | Precisão única                   | TDP(Watts)   | Comentários                                                         |
| -------------------------- | -------------------------------------------------------------- | -------------- | -------- | --------------------- | ----------------------- | ------------------------ | ------------ | ------------- | ------------- | ------------------------- | --------------------- | --------------------- | ------------------------- | ----------------------- | ------------------ | --------------------------- | -------------------------------- | ------------ | ------------------------------------------------------------------- |
| GeForce 8100 mGPU          | 2008                                                           | MCP78          | 80       | Desconhecido          | Desconhecido            | PCIe 2.0 ×16             | 8:8:4        | 500           | 1200          | 400 (RAM do sistema)      | 2                     | 4                     | Até 512 de RAM do sistema | 6.4 12.8                | DDR2               | 64 128                      | 28.8                             | Desconhecido | O bloco de decodificação de Vídeo HD PureVideo HD está desconectado |
| GeForce 8200 mGPU          | 2008                                                           | MCP78          | 80       | Desconhecido          | Desconhecido            | PCIe 2.0 ×16             | 8:8:4        | 500           | 1200          | 400 (RAM do sistema)      | 2                     | 4                     | gt                        | 6.4 12.8                | DDR2               | 64 128                      | 28.8                             | Desconhecido | PureVideo 3 com VP3                                                 |
| GeForce 8300 mGPU          | 2008                                                           | MCP78          | 80       | Desconhecido          | Desconhecido            | PCIe 2.0 ×16             | 8:8:4        | 500           | 1500          | 400 (RAM do sistema)      | 2                     | 4                     | Até 512 de RAM do sistema | 6.4 12.8                | DDR2               | 64 128                      | 36                               | Desconhecido | PureVideo 3 com VP3                                                 |
| GeForce 8300 GS            | Julho 2007                                                     | G86            | 80       | 210                   | 127                     | PCIe 1.0 ×16             | 8:8:4        | 450           | 900           | 400                       | 1.8                   | 3.6                   | 128 512                   | 6.4                     | DDR2               | 64                          | 14.4                             | 40           | apenas OEM                                                          |
| GeForce 8400 GS            | 15 de junho de 2007                                            | G86            | 80       | 210                   | 127                     | PCIe 1.0 ×16 PCI         | 16:8:4       | 450           | 900           | 400                       | 1.8                   | 3.6                   | 128 256 512               | 6.4                     | DDR2               | 64                          | 28.8                             | 40           |                                                                     |
| GeForce 8400 GS rev.2      | 10 de dezembro de 2007                                         | G98            | 65       | 210                   | 86                      | PCIe 2.0 ×16 PCIe ×1 PCI | 8:8:4        | 567           | 1400          | 400                       | 2.268                 | 4.536                 | 128 256 512               | 6.4                     | DDR2               | 64                          | 22.4                             | 25           |                                                                     |
| GeForce 8400 GS rev.3      | 26 de abril de 2009                                            | GT218          | 40       | 260                   | 57                      | PCIe 2.0 ×16             | 8:4:4        | 520 589       | 1230          | 600                       | 2.08 2.356            | 2.08 2.356            | 512 1024                  | 4.8 9.6                 | DDR3               | 32 64                       | 19.7                             | 25           |                                                                     |
| GeForce 8500 GT            | 17 de abril de 2007                                            | G86            | 80       | 210                   | 127                     | PCIe 1.0 ×16 PCI         | 16:8:4       | 450           | 900           | 400                       | 1.8                   | 3.6                   | 256 512 1024              | 12.8                    | DDR2               | 128                         | 28.8                             | 45           |                                                                     |
| GeForce 8600 GS            | Abril 2007                                                     | G84            | 80       | 289                   | 169                     | PCIe 1.0 ×16             | 16:8:8       | 540           | 1180          | 400                       | 4.32                  | 4.32                  | 256 512                   | 12.8                    | DDR2               | 128                         | 75.5                             | 47           | apenas OEM                                                          |
| GeForce 8600 GT            | 17 de abril de 2007                                            | G84            | 80       | 289                   | 169                     | PCIe 1.0 ×16 PCI         | 32:16:8      | 540           | 1188          | 400 700                   | 4.32                  | 8.64                  | 256 512 1024              | 12.8 22.4               | DDR2 GDDR3         | 128                         | 76                               | 47           |                                                                     |
| GeForce 8600 GTS           | 17 de abril de 2007                                            | G84            | 80       | 289                   | 169                     | PCIe 1.0 ×16             | 32:16:8      | 675           | 1450          | 1000                      | 5.4                   | 10.8                  | 256 512                   | 32                      | GDDR3              | 128                         | 92.8                             | 71           |                                                                     |
| GeForce 8800 GS            | Janeiro 2008                                                   | G92            | 65       | 754                   | 324                     | PCIe 2.0 ×16             | 96:48:12     | 550           | 1375          | 800                       | 6.6                   | 26.4                  | 384 768                   | 38.4                    | GDDR3              | 192                         | 264                              | 105          |                                                                     |
| GeForce 8800 GTS (G80)     | 12 de fevereiro de 2007 (320) 8 de novembro de 2006 (640)      | G80            | 90       | 681                   | 484                     | PCIe 1.0 ×16             | 96:24:20     | 513           | 1188          | 800                       | 10.3                  | 24.6                  | 320 640                   | 64                      | GDDR3              | 320                         | 228                              | 146          |                                                                     |
| GeForce 8800 GTS 112 (G80) | 19 de novembro de 2007                                         | G80            | 90       | 681                   | 484                     | PCIe 1.0 ×16             | 112:282:20   | 500           | 1200          | 800                       | 10                    | 24                    | 640                       | 64                      | GDDR3              | 320                         | 268.8                            | 150          | apenas modelos XFX, EVGA e BFG, muito curta duração                 |
| GeForce 8800 GT            | 29 de outubro de 2007 (512) 11 de dezembro de 2007 (256, 1024) | G92            | 65       | 754                   | 324                     | PCIe 2.0 ×16             | 112:56:16    | 600           | 1500          | 700 (256) 900 (512, 1024) | 9.6                   | 33.6                  | 256 512 1024              | 57.6                    | GDDR3              | 256                         | 336                              | 125          |                                                                     |
| GeForce 8800 GTS (G92)     | 11 de dezembro de 2007                                         | G92            | 65       | 754                   | 324                     | PCIe 2.0 ×16             | 128:64:16    | 650           | 1625          | 970                       | 10.4                  | 41.6                  | 512                       | 62.1                    | GDDR3              | 256                         | 416                              | 135          |                                                                     |
| GeForce 8800 GTX           | 8 de novembro de 2006                                          | G80            | 90       | 681                   | 484                     | PCIe 1.0 ×16             | 128:322:24   | 575           | 1350          | 900                       | 13.8                  | 36.8                  | 768                       | 86.4                    | GDDR3              | 384                         | 345.6                            | 145          |                                                                     |
| GeForce 8800 Ultra         | 2 de maio de 2007                                              | G80            | 90       | 681                   | 484                     | PCIe 1.0 ×16             | 128:322:24   | 612           | 1500          | 1080                      | 14.7                  | 39.2                  | 768                       | 103.7                   | GDDR3              | 384                         | 384                              | 175          |                                                                     |
| Modelo                     | Lançamento                                                     | Nome de código | Fab (nm) | Transistores (milhão) | Tamanho da matriz (mm2) | interface de Barramento  | Core config1 | Core (MHz)    | Shader (MHz)  | Memória (MHz)             | Pixel (GP/s)          | Textura (GT/s)        | Tamanho (MB)              | largura de banda (GB/s) | Tipo de barramento | Largura de barramento (bit) | Precisão única                   | TDP (Watts)  | Comentários                                                         |
| Modelo                     | Lançamento                                                     | Nome de código | Fab (nm) | Transistores (milhão) | Tamanho da matriz (mm2) | interface de Barramento  | Core config1 | Taxa de Clock | Taxa de Clock | Taxa de Clock             | Taxa de preenchimento | Taxa de preenchimento | Memória                   | Memória                 | Memória            | Memória                     | Poder em processamento (GFLOPS)3 | TDP (Watts)  | Comentários                                                         |

### Recursos
- Compute Capability 1.1: tem suporte para funções Atomic, que são usadas para escrever programas thread-safe.
- Capacidade de computação 1.2: para obter detalhes, consulte CUDA

| GeForce 8300 GS (G86)          | Não | Não | Não | Sim | Não | Não | 1.1 |
| GeForce 8400 GS Rev. 2 (G98)   | Não | Não | Não | Não | Sim | Não | 1.1 |
| GeForce 8400 GS Rev. 3 (GT218) | Não | Não | Não | Não | Não | Sim | 1.2 |
| GeForce 8500 GT                | Sim | Não | Não | Sim | Não | Não | 1.1 |
| GeForce 8600 GT                | Sim | Não | Não | Sim | Não | Não | 1.1 |
| GeForce 8600 GTS               | Sim | Não | Não | Sim | Não | Não | 1.1 |
| GeForce 8800 GS (G92)          | Sim | Não | Não | Sim | Não | Não | 1.1 |
| GeForce 8800 GTS (G80)         | Sim | Não | Sim | Não | Não | Não | 1.0 |
| GeForce 8800 GTS Rev. 2 (G80)  | Sim | Não | Sim | Não | Não | Não | 1.0 |
| GeForce 8800 GT (G92)          | Sim | Não | Não | Sim | Não | Não | 1.1 |
| GeForce 8800 GTS (G92)         | Sim | Não | Não | Sim | Não | Não | 1.1 |
| GeForce 8800 GTX               | Sim | Sim | Sim | Não | Não | Não | 1.0 |
| GeForce 8800 Ultra             | Sim | Sim | Sim | Não | Não | Não | 1.0 |

## GeForce série 8M
Em 10 de maio de 2007, a Nvidia anunciou a disponibilidade de suas GPUs de notebook GeForce 8 por meio de OEMs selecionados. Até agora, a linha consiste nos chips das séries 8200M, 8400M, 8600M, 8700M e 8800M. Foi anunciado pela Nvidia que alguns de seus chips gráficos têm uma taxa de falha maior do que o esperado devido ao superaquecimento quando usados em configurações específicas de notebook. Alguns dos principais fabricantes de laptops fizeram ajustes na configuração do ventilador e nas atualizações de firmware para ajudar a retardar a ocorrência de qualquer falha potencial da GPU. No final de julho de 2008, a Dell lançou um conjunto de atualizações de BIOS que faziam os ventiladores do laptop girar com mais frequência. Em meados de agosto de 2008, a nVidia ainda não havia fornecido mais detalhes publicamente, embora houvesse muitos rumores de que todas ou a maioria das placas 8400 e 8600 apresentavam esse problema.

### GeForce série 8400M
A GeForce 8400M é a série de nível básico para o chipset GeForce 8M. Normalmente encontrado em laptops de médio porte como uma solução alternativa para gráficos integrados, o 8400M foi projetado para assistir a conteúdo de vídeo de alta definição em vez de jogos. As versões incluem 8400M G, 8400M GS, e 8400M GT. Embora essas GPUs não sejam orientadas para jogos sofisticados, o 8400M-GT equipado com GDDR3 pode lidar com a maioria dos jogos de seu tempo em configurações médias, e era adequado para jogos ocasionais.

### GeForce série 8600M
A GeForce 8600M foi oferecida em laptops de médio porte como uma solução de desempenho de médio porte para entusiastas que desejam assistir a alta definição conteúdo como Blu-ray Disc e HD DVD filmes e jogue os jogos atuais e futuros com configurações decentes. As versões incluem 8600M GS e 8600M GT(GT sendo a mais poderosa), e forneceram desempenho de jogo decente (devido à implementação de memória GDDR3 nos modelos 8600M de ponta) para os jogos atuais. Atualmente está no portátil Dell XPS M1530, Asus G1S, Sony VAIO VGN-FZ21Z, em modelos selecionados Lenovo Ideapad, alguns modelos do Acer Aspire 5920, Acer Aspire 9920G e BenQ Joybook S41, também disponível no MacBook Pro, e alguns modelos da Fujitsu Siemens. A falha comum desse chip em, entre outros, MacBook Pro adquirido entre maio de 2007 e setembro de 2008 fez parte de uma ação coletiva contra a nVidia que resultou na Apple fornecendo uma garantia estendida de 4 anos relacionada ao problema depois de confirmar que o problema foi causado pelo próprio chip Nvidia. Esperava-se que esse serviço de substituição de garantia custasse à nVidia cerca de US$ 150 a US$ 200 milhões e reduzisse mais de US$ 3 bilhões de sua capitalização de mercado após ser processada por seus próprios acionistas por tentar encobrir o problema.

### GeForce série 8700M
A GeForce 8700M foi desenvolvida para o mercado de gama média. Atualmente a única versão é o 8700M GT. Este chipset está disponível em laptops de última geração, como Dell XPS M1730, Sager NP5793 e Toshiba Satellite X205. Embora esta placa seja considerada pela maioria no campo como uma placa intermediária decente, é difícil classificar a 8700M-GT como uma placa de ponta devido ao seu barramento de memória de 128 bits e é essencialmente uma 8600M GT com overclock. Placa intermediária GDDR3. No entanto, ele mostra um desempenho forte quando em uma configuração SLI de placa dupla e oferece um desempenho de jogo decente em uma configuração de placa única.

### GeForce série 8800M
A GeForce 8800M foi desenvolvida para suceder a 8700M no mercado de alto desempenho e pode ser encontrada em notebooks de alto desempenho para jogos.
As versões incluem a 8800M GTS e 8800M GTX. Elas foram lançadas como as primeiras GPUs móveis verdadeiramente sofisticadas da série GeForce 8, cada uma com um barramento de memória de 256 bits e um padrão de 512 megabytes de memória GDDR3, e fornecem desempenho de jogo de ponta equivalente a muitas GPUs de desktop. Em SLI, eles podem produzir milhares de resultados 3DMark06.
Os modelos de laptop que incluem as GPUs 8800M são: Sager NP5793, Sager NP9262, Alienware m15x e m17x, HP HDX9494NR e Dell M1730. A Clevo também fabrica modelos de laptop semelhantes para CyberPower, Rock e Sager (entre outros) - todos com o 8800M GTX, incluindo o 8800M GTS nos modelos Gateway P-6831 FX e P-6860 FX.

### Resumo técnico
| Modelo            | Data de lançamento     | Nome de código  | Processo de fabricação (nm) | Clock máximo do núcleo (MHz) | Taxa de preenchimento de pico | Taxa de preenchimento de pico | Taxa de preenchimento de pico | Shaders                | Shaders     | Memória                        | Memória     | Memória                     | Memória     | Memória                 | Consumo de energia (Watts) | Contagem de Transistores (milhões) | Taxa teórica de processamento de shader (Gigaflops) |
| Modelo            | Data de lançamento     | Nome de código  | Processo de fabricação (nm) | Clock máximo do núcleo (MHz) | bilhões pixel/s               | bilhões texel/s bilinear      | bilhão bilinear FP16 texel/s  | Processadores de fluxo | Clock (MHz) | Largura de banda máxima (GB/s) | Tipo DRAM   | Largura do barramento (bit) | Megabytes   | Clock DDR efetivo (MHz) | Consumo de energia (Watts) | Contagem de Transistores (milhões) | Taxa teórica de processamento de shader (Gigaflops) |
| ----------------- | ---------------------- | --------------- | --------------------------- | ---------------------------- | ----------------------------- | ----------------------------- | ----------------------------- | ---------------------- | ----------- | ------------------------------ | ----------- | --------------------------- | ----------- | ----------------------- | -------------------------- | ---------------------------------- | --------------------------------------------------- |
| GeForce 8200M G   | junho de 2008          | MCP77MV MCP79MV | 80                          | 350/500                      | 3                             | ?                             | ?                             | 8                      | 1200        | ?                              | DDR2        | 64                          | 256         | ?                       | ?                          | ?                                  | 19                                                  |
| GeForce 8400M G   | 10 de maio de 2007     | G86M            | 80                          | 400                          | 3.2                           | 3.2                           | 1.6                           | 8                      | 800         | 6.4                            | GDDR3       | 64                          | 128/256     | 1200                    | 15                         | 210                                | 19.2                                                |
| GeForce 8400M GS  | 10 de maio de 2007     | G86M            | 80                          | 400                          | 3.2                           | 3.2                           | 1.6                           | 16                     | 800         | 6.4                            | GDDR2/GDDR3 | 64                          | 64/128/256  | 1200                    | 15                         | 210                                | 38.4                                                |
| GeForce 8400M GT  | 10 de maio de 2007     | G86M            | 80                          | 450                          | 3.6                           | 3.6                           | 1.8                           | 16                     | 900         | 19.2                           | GDDR3       | 128                         | 128/256/512 | 1200                    | 17                         | 210                                | 43.2                                                |
| GeForce 8600M GS  | 10 de maio de 2007     | G84M            | 80                          | 600                          | 4.8                           | 4.8                           | 2.4                           | 16                     | 1200        | 12.8/22.4                      | DDR2/GDDR3  | 128                         | 128/256/512 | 800/1400                | 19                         | 210                                | 57.6                                                |
| GeForce 8600M GT  | 10 de maio de 2007     | G84M            | 80                          | 475                          | 3.8                           | 7.6                           | 3.8                           | 32                     | 950         | 12.8/22.4                      | DDR2/GDDR3  | 128                         | 128/256/512 | 800/1400                | 22                         | 289                                | 91.2                                                |
| GeForce 8700M GT  | 12 de junho de 2007    | G84M            | 80                          | 625                          | 5.0                           | 10.0                          | 5.0                           | 32                     | 1250        | 25.6                           | GDDR3       | 128                         | 256/512     | 1600                    | 29                         | 289                                | 120.0                                               |
| GeForce 8800M GTS | 19 de novembro de 2007 | G92M            | 65                          | 500                          | 8.0                           | 16.0                          | 8.0                           | 64                     | 1250        | 51.2                           | GDDR3       | 256                         | 512         | 1600                    | 35                         | 754                                | 240.0                                               |
| GeForce 8800M GTX | 19 de novembro de 2007 | G92M            | 65                          | 500                          | 12.0                          | 24.0                          | 12.0                          | 96                     | 1250        | 51.2                           | GDDR3       | 256                         | 512         | 1600                    | 37                         | 754                                | 360.0                                               |

- A série foi sucedida pela GeForce 9. A GeForce 9 Series foi, por sua vez, sucedida pela GeForce 200. Uma exceção a isso é a GeForce 8400 GS, que não foi renomeada nas séries GeForce 9 e GeForce 200.

## Problemas
Alguns chips da série GeForce 8 (concretamente os da série G84 [por exemplo, G84-600-A2] e série G86) sofrem de um problema de superaquecimento. A Nvidia afirma que esse problema não deve afetar muitos chips, enquanto outros afirmam que todos os chips dessas séries são potencialmente afetados. O CEO da Nvidia, Jen-Hsun Huang, e o CFO Marvin Burkett estiveram envolvidos em uma ação movida em 9 de setembro de 2008, alegando seu conhecimento da falha e sua intenção de ocultá-la.

## Suporte ao driver em fim de vida
A Nvidia encerrou o suporte ao driver do Windows para a série GeForce 8 em 1º de abril de 2016.
- Windows XP 32-bit & Media Center Edition: versão 340.52 lançada em 29 de julho de 2014; Download
- Windows XP 64-bit: versão 340.52 lançada em 29 de julho de 2014; Download
- Windows Vista, 7, 8, 8.1 32-bit: versão 342.01 (WHQL) lançada em 14 de dezembro de 2016; Download
- Windows Vista, 7, 8, 8.1 64-bit: versão 342.01 (WHQL) lançada em 14 de dezembro de 2016; Download
- Windows 10, 32-bit: versão 342.01 (WHQL) lançada em 14 de dezembro de 2016; Download
- Windows 10, 64-bit: versão 342.01 (WHQL) lançada em 14 de dezembro de 2016; Download